# Stenomeris dioscoreifolia
Stenomeris dioscoreifolia är en enhjärtbladig växtart som beskrevs av Jules Émile Planchon. Stenomeris dioscoreifolia ingår i släktet Stenomeris och familjen Dioscoreaceae.
Artens utbredningsområde är Filippinerna. Inga underarter finns listade i Catalogue of Life.